# Kostel svatého Prokopa (Únanov)
Kostel svaté Anny je farní kostel v římskokatolické farnosti Únanov, nachází se v centru obce Únanov. Kostel je dominantou obce a je původně gotickou stavbou, později byl kostel barokně upraven. Věž je čistě románskou stavbou. Kostel je chráněn jako kulturní památka České republiky.

## Historie
Kostel byl postaven ve 13. století, neboť první písemná zmínka kostel zmiňuje v roce 1346, v tu dobu zřejmě stál presbytář a dolní část věže, tato část je z lomového kamene. Na místě kostela však zřejmě již dříve stála dřevěná stavba. Farnost byla založena někdy ve 14. století. Mezi lety 1310 a 1346 kostel spadal pod patronát města Znojma a v tu dobu byl opraven a rozšířen, bylo zbořeno kněžiště a postaven presbytář, stejně tak byla v raně gotickém slohu postavena boční kaple. Další větší oprava proběhla v roce 1699, kdy byl kostel zaklenut síťovou žebrovou klenbou a zakryt šindelovou střechou, také byla spojena hlavní loď s kaplí a kostel tak byl rozšířen. 
Kostel byl přestavěn v barokním slohu, byl vydlážděn pálenými cihlami a byla postavena kazatelna, hlavní oltář a umístěna socha svatého Josefa. V roce 1828 byla upravena střecha věže, původní šindele byly sundány a střecha byla zakryta taškami a na věži byl vztyčen kříž. Na kostele nadále zůstala šindelová střecha. V tu dobu byla na oltář umístěna socha Blahoslavené Panny Marie a obraz svaté Trojice. Boční kaple byla upravena v roce 1760, kdy byl opraven oltář svatého Peregrina. V roce 1811 byl opraven hlavní oltář a v roce 1825 byly zakoupeny obřadní potřeby. Kostel byl znovu opraven v roce 1839, byla postaveno zábradlí a v roce 1840 pak byly do kostela instalovány nové dveře a příští rok pak byl opět rekonstruován oltář a opravena křtitelnice. 
V druhé polovině 19. století byl opět proražen průchod skrz kapli a ta byla spojena s kostelem a byl vytvořen nový hlavní vchod přes kapli a kostel byl nově vydlážděn. V roce 1878 pak byl kostel výrazně rekonstruován, byl znovu vydlážděn kamennou dlažbou a byla nově pokryta střecha a zakoupeny nové varhany. Střecha pak byla opravena ještě v roce 1889, tentýž rok byl odstraněn boční oltář svatého Peregrina a byl nahrazen oltářem svaté Panny Marie Lurdské. V roce 1899 pak byly zakoupeny nové varhany. 
V roce 1933 byl kostel znovu opraven, byla obnovena původní zazděná okna a byla prolomena nová novogotická okna a ty byla zakryta vitráží. Byl také obnoven oltář, který získal mramorovou desku. Kostel byl nově vymalován a byly instalovány nové lavice a zavedena elektroinstalace. Vnější prostory kostela byly upraveny v roce 1937, byly vyměněny krovy téměř celého kostela a byly instalovány nové dveře. Roku 1973 byly pořízeny nové varhany. V roce 1991 byla rekonstruována dlažba kostela, bylo také rozebráno původní schodiště před oltářem, 1. října pak ještě kostel obdržel část ostatků svatého Prokopa. Kostel pak byl opraven ještě v roce 2000, kdy byl kostel znovu nalíčen a byla opravena střecha a v roce 2001 byl kostel osvětlem.